# Alex Deibold
Alex Deibold est un snowboardeur américain né le 8 mai 1986 à New Haven, dans le Connecticut. Il a remporté la médaille de bronze dans l'épreuve du cross aux Jeux olympiques d'hiver de 2014 à Sotchi.